# Michael Tucker
Michael Tucker, född 6 februari 1945 i Baltimore, Maryland, är en amerikansk skådespelare och författare. Tucker är känd för rollen som advokaten Stuart Markowitz i TV-serien Lagens änglar. Hon nominerades tre gånger till en Emmy Award och två gånger till en Golden Globe Award för rollen. 
Han mötte skådespelaren Jill Eikenberry 1970 och de gifte sig 1973. De har en gemensam son och Tucker har även dottern Allison Tucker, också hon skådespelare, från ett tidigare äktenskap. Tucker och Eikenberry har ofta spelat mot varandra på scen och framför kameran, inte minst i Lagens änglar, där de också spelade äkta par.

## Filmografi i urval
- 1978 – En fri kvinna
- 1978 – Ögon
- 1981–1984 – Spanarna på Hill Street (TV-serie)
- 1985 – Kairos röda ros
- 1986–1994 – Lagens änglar (TV-serie)
- 1987 – Radio Days
- 1987 – Bäddat för trubbel
- 1988 – Alfred Hitchcock presenterar (TV-serie)
- 1993 – Kär i karriären
- 1994 – D2: The Mighty Ducks
- 1997 – 'Til There Was You
- 1999 – Advokaterna (TV-serie)
- 2000–2001 – Firman (TV-serie)
- 2002 – Lagens änglar – The Movie
- 2005 – Vem dömer Amy? (TV-serie)
- 2005 – I lagens namn (TV-serie)